# جاريد غيلمان
جاريد تي. رينور غيلمان (Jared T. Raynor Gilman) هو ممثل أمريكي، بدء مسيرته في فيلم مملكة بزوغ القمر للمخرج ويس أندرسون، حيث رشح لجائزة الفنان الصغير لأفضل ممثل في 2013.

## حياته الشخصية
يعيش جاريد في ساوث أورانج، نيو جيرسي. هو ضمن فريق المدرسة للعدو الريفي وفريق مبارزة سيف الشيش، كما يحب الغولف. حظي جاريد بحفل
بار متسفا في فبراير 2012.

## مسيرته

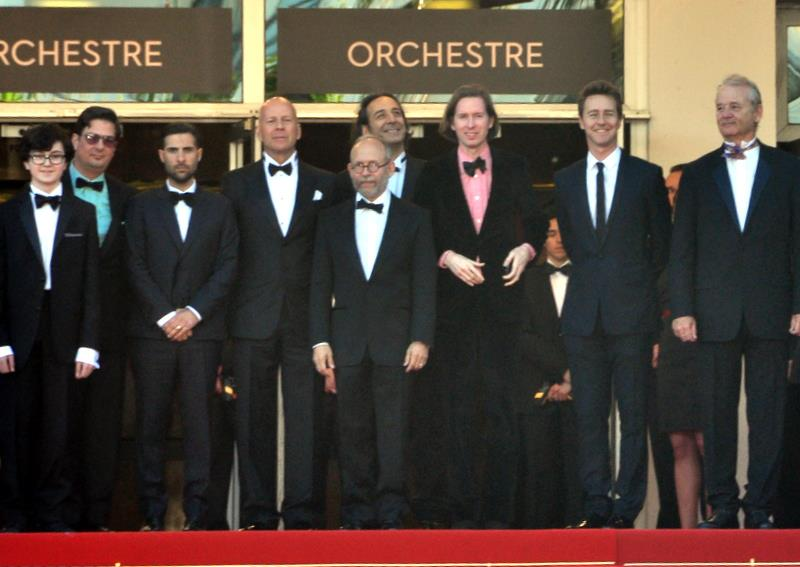
ممثلون ومخرجون لفيلم "Moonrise Kingdom" في مهرجان كان السينمائي

كسب جاريد غيلمان أول دور تمثيلي احترافي في فيلم مملكة بزوغ القمر عند عمر ال12، حيث جسد دور مراهق في نفس العمر يدعى «سام شاكوسكي» يهرب مع حبيبته إلى الغابة. من اجل التحضير للفيلم، تعلم جاريد التجديف والطهو في العراء كما درس شخصية كلنت ايستود في فيلم الهروب من الكاتراز.

## أفلامه
| سنة  | عنوان            | دور         | ملاحظات   | جوائز                                                |
| ---- | ---------------- | ----------- | --------- | ---------------------------------------------------- |
| 2012 | Moonrise Kingdom | سام شاكوسكي | دور رئيسي | ترشحت - جائزة الفنان الصغير لأفضل ممثل رئيسي في فيلم |
| 2013 | Elsa & Fred      | مايكل       |           |                                                      |

## روابط خارجية
- جاريد غيلمان على موقع IMDb (الإنجليزية)
- جاريد غيلمان على موقع قاعدة بيانات الفيلم (الإنجليزية)